# Albert J. Dunlap
Albert John Dunlap (26 tháng 7 năm 1937 – 25 tháng 1 năm 2019) là một giám đốc điều hành công ty người Mỹ. Ông được biết đến ở đỉnh cao sự nghiệp với tư cách là một chuyên gia quản lý cải tổ và thu hẹp quy mô chuyên nghiệp. Việc sa thải hàng loạt tại các công ty của ông đã mang lại cho ông biệt danh "Al Lưỡi Cưa" và "Rambo Áo Sọc", sau khi ông chụp một bức ảnh đeo đai đạn ngang ngực. Sau đó người ta phát hiện ra rằng những cuộc xoay chuyển tình thế nổi tiếng của ông ta là những vụ lừa đảo phức tạp và sự nghiệp của ông ta đã kết thúc sau khi ông ta dàn dựng một vụ bê bối kế toán lớn tại Sunbeam Products, hiện là một bộ phận của Newell Brands, khiến công ty phải phá sản. Dunlap nằm trong danh sách "CEO tồi tệ nhất mọi thời đại" do một số ấn phẩm kinh doanh công bố. Fast Company lưu ý rằng Dunlap "có thể ghi điểm ấn tượng trong danh sách kiểm tra Bệnh tâm thần doanh nghiệp" và trong một cuộc phỏng vấn, Dunlap thoải mái thừa nhận sở hữu nhiều đặc điểm của một kẻ thái nhân cách, nhưng coi chúng là những đặc điểm tích cực như khả năng lãnh đạo và tính quyết đoán. Ông là một nhà hảo tâm lớn của Đại học Bang Florida.

## Thời niên thiếu và học vấn
Dunlap sinh ra ở Hoboken, New Jersey vào năm 1937. Ông vào West Point năm 1956 và tốt nghiệp kỹ sư năm 1960. Sau đó, ông phục vụ trong Quân đội Hoa Kỳ trong ba năm, đủ tiêu chuẩn trở thành lính nhảy dù và được đưa vào Lực lượng Tên lửa Hạt nhân.

## Đầu sự nghiệp
Năm 1963, Dunlap bước vào thế giới kinh doanh tại Kimberly-Clark như một phần của hoạt động sản xuất. Ông ấy đã làm việc ở đó bốn năm trước khi được nhận vào Sterling Pulp & Paper, nơi ông ấy được giao phụ trách công việc kinh doanh do gia đình điều hành.
Ông ta đã dàn dựng một vụ gian lận kế toán lớn tại Nitec, một công ty sản xuất giấy ở Thác Niagara, New York. Ông là chủ tịch công ty từ năm 1974 đến năm 1976, khi ông bị sa thải do phong cách quản lý thô lỗ của mình. Cuộc kiểm toán của Arthur Young (hiện là một phần của Ernst & Young) đã tiết lộ nhiều điểm bất thường, bao gồm hàng tồn kho tăng cao và doanh số bán hàng không tồn tại - một tình huống tương tự như các hoạt động sau này của ông tại Sunbeam. Kết quả cuối cùng là lợi nhuận 5 triệu USD của Nitec trong năm 1976 thực chất là khoản lỗ 5,5 triệu USD. Nitec đã kiện Dunlap về tội lừa đảo nhưng cuối cùng bị buộc phải phá sản. Dunlap chưa bao giờ đề cập đến Nitec trong lý lịch của mình, và vụ bê bối không được biết đến rộng rãi cho đến khi được The New York Times đưa tin sau khi tiết lộ hành vi không trung thực của ông ta tại Sunbeam. Dunlap vẫn khăng khăng mình vô tội ngay cả sau khi phó chủ tịch Nitec tuyên thệ làm chứng rằng Dunlap đã đích thân ra lệnh cho anh ta báo cáo những số liệu sai lệch.
Lily Tulip Cup đã thuê ông làm chủ tịch kiêm giám đốc điều hành vào năm 1983. Năm 1985, ông được bổ sung thêm chức danh chủ tịch công ty.
Từ năm 1991 đến năm 1993, ông là Giám đốc điều hành của công ty Consolidated Press Holdings (CPH) của Australia, một công ty tư nhân thuộc gia đình Packer, sau khi Kerry Packer nghỉ phép vì lý do sức khỏe. Vào thời điểm đó, CPH có danh mục đầu tư đa dạng trong lĩnh vực truyền thông và xuất bản cũng như các hoạt động hóa chất và nông nghiệp. Trong ba năm làm việc tại công ty, Dunlap đã cố vấn cho James Packer.
Năm 1994, Dunlap trở thành Giám đốc điều hành của Scott Paper sau khi Philip E. Lippincott từ chức. Năm 1995, ông bán Scott Paper cho Kimberly-Clark với giá 9 tỷ USD, kiếm được 100 triệu USD từ thương vụ này thông qua quyền chọn cổ phiếu và sự đánh giá cao cổ phiếu của ông.

## Sunbeam
Dunlap đảm nhận chức chủ tịch và CEO của Sunbeam vào năm 1996. Phương pháp của ông đã mang lại lợi nhuận kỷ lục cho Sunbeam là 189 triệu USD vào năm 1997.
Dunlap đảm nhận vị trí chủ tịch và giám đốc điều hành của Sunbeam vào năm 1996. Phương pháp của ông đã mang lại lợi nhuận kỷ lục cho Sunbeam là 189 triệu USD vào năm 1997.
Tuy nhiên, đến cuối năm ông vẫn không tìm được người mua. Vào ngày 3 tháng 3 năm 1998, Sunbeam công bố việc mua lại nhà sản xuất dụng cụ cắm trại Coleman Company, nhà sản xuất máy pha cà phê Signature Brands (nổi tiếng với sản phẩm Mr. Coffee) và nhà sản xuất máy dò khói First Alert. Cổ phiếu của Sunbeam tăng 9% sau tin tức này; trong vòng hai ngày, nó đã tăng lên mức cao nhất mọi thời đại là 52 USD một cổ phiếu.
Tuy nhiên, những người trong ngành tỏ ra nghi ngờ khi họ phát hiện ra một số mặt hàng theo mùa đang được bán với số lượng cao hơn bình thường vào thời điểm đó trong năm. Ví dụ, một số lượng lớn đồ nướng đã được bán trong quý 4. Hóa ra Dunlap đã bán sản phẩm cho các nhà bán lẻ với mức chiết khấu lớn. Các sản phẩm được lưu trữ trong kho của bên thứ ba để được giao sau. Chiến lược này, được gọi là "lập hoá đơn và giữ", là một phương pháp kế toán được chấp nhận miễn là doanh số bán hàng được ghi nhận sau khi giao hàng. Tuy nhiên, Dunlap đã đặt hàng ngay lập tức. Nhiều cổ đông cảm thấy họ đã bị lừa mua cổ phiếu có giá trị thấp hơn nhiều so với thực tế và họ đã đệ đơn kiện tập thể chống lại Dunlap và Sunbeam. Khi một nhà phân tích hỏi Dunlap về vấn đề này vào tháng 5 năm 1998, Dunlap được cho là đã nắm lấy vai anh ta và nói, "Đồ chó đẻ, nếu như mày muốn nhờn với tao, tao sẽ đáp trả mày gấp đôi."
Vào quý 2 năm 1998, ban giám đốc Sunbeam đã điều tra các hoạt động kế toán táo bạo và chiết khấu cực đoan được thực hiện theo chỉ đạo của Dunlap. Hóa ra Dunlap đã bán cho các nhà bán lẻ nhiều hàng hóa hơn mức họ có thể xử lý. Với việc các cửa hàng chứa quá nhiều hàng một cách vô vọng, hàng tồn kho chưa bán được chất đống trong các kho của Sunbeam. Kết quả là Sunbeam phải đối mặt với khoản lỗ lên tới 60 triệu đô la trong quý 2 năm 1998. Việc Dunlap tìm kiếm người mua Sunbeam vào năm 1997 đã được sắp xếp thời gian sao cho khoản lỗ khổng lồ liên quan đến hàng tồn kho sẽ được đưa ra ánh sáng sau khi cuộc mua bán kết thúc. Kiểm soát viên của công ty cũng nói với hội đồng quản trị rằng Dunlap đã yêu cầu ông phải vượt qua các giới hạn của các nguyên tắc kế toán. Ngày 13 tháng 6 năm 1998, Dunlap bị sa thải. Theo Charles Elson, một trong số các giám đốc được Dunlap bổ nhiệm, hội đồng quản trị đã rất tức giận khi Dunlap cố gắng giải thích tình hình tài chính mờ nhạt bằng cách tuyên bố năm 1998 là một "năm chuyển tiếp". Elson đã đề nghị chấm dứt hợp đồng với Dunlap, một động thái được nhất trí thực hiện. Theo một giám đốc điều hành Sunbeam thân cận với hội đồng quản trị, các giám đốc cảm thấy rằng Dunlap đã lừa dối họ về các con số của Sunbeam và có ý định giữ lại chiếc dù vàng trị giá 35 triệu đô la của ông ta. Khi vụ lừa đảo tiếp tục bị phát hiện vào cuối năm 1998, Sunbeam đã nhiều lần bị buộc phải trình bày lại kết quả tài chính từ năm 1996.